# Том Харди
Едуард Томас Харди (на английски: Edward Thomas Hardy, роден на 15 септември 1977 г.), по-известен просто като Том Харди, е английски актьор. Едни от неговите най-запомнящите се роли са във филмите „Стар Трек X: Възмездието“, „Рокенрола“, „Бронсън“, „Бойна кръв“, „Дама, поп, асо, шпионин“, „Шпионски свалки“, „Черният рицар: Възраждане“, „Лудия Макс: Пътят на яростта, Венъм, Венъм2“ и „Генезис“ – филмът, донесъл му награда на БАФТА за изгряваща звезда.
Ролите му в телевизията включват минисериала на Би Би Си „Непорочната кралица“, „Брулени хълмове“, където той играе Хийтклиф, Stuart: A Life Backwards, за който получава номинация за БАФТА за най-добра мъжка роля и The Take. През 2012 г. Харди влиза в ролите на злодея Бейн във филма на Кристофър Нолан „Черният рицар: Възраждане“ и на Форест Бондурант в криминалния трилър на Джон Хилкоут „Беззаконие“, а през 2015 г. той се превъплъщава в ролята на Макс Рокатански в „Лудия Макс: Пътят на яростта“.

## Детство и образование
Харди е роден в лондонския квартал Хамърсмит като единствено дете на Ан (моминско име Барет) и Едуард „Чипс“ Харди. Израства в Източен Шийн. Майка му е художничка, а баща му – писател и драматург. Харди учи в гимназиите „Рийд“ и „Тауър Хаус“, а след това в драматургичните училища „Ричмънд“ и „Драма Сентър Лондон“.

## Кариера
През 1998 г. Харди печели на 21-годишна възраст конкурса за модели Find Me a Supermodel на Big Breakfast (и заедно с това кратък договор с Models One). През септември 1998 г. Харди влиза в драма училището Drama Centre London, но скоро след това е изключен, след като печели ролята на редника от американската армия Джон Яновеч в носителя на награди минисериал на HBO и BBC „Братя по оръжие“. Своя дебют в игрален филм Харди прави във военния трилър на Ридли Скот от 2001 г. „Блек Хоук“. През 2003 г. Харди се появява в „Магия, наречена „любов“, а след това пътува до Северна Африка за филма Simon: An English Legionnaire – история за Френския чуждестранен легион. През същата година той добива международна популярност с ролята си на претор Шинзон, клонинг на капитан Жан-Люк Пикар, в „Стар Трек X: Възмездието“. След това Харди се връща в Англия, за да участва в трилъра от 2003 г. LD 50 Lethal Dose.
През 2003 г. Харди е награден с London Evening Standard Theatre Award за впечатляващ дебют за изпълненията си в Blood и In Arabia We'd All Be Kings в театрите Royal Court Theatre и Hampstead Theatre. През 2004 г. е номиниран и за Laurence Olivier Award в категория най-обещаващ дебют на 2003 за изпълнението си в ролята на Сканк в гореспоменатата продукция In Arabia We'd All Be Kings. Харди се появява в минисериала на BBC от 2005 г. „Непорочната кралица“ като Робърт Дъдли, приятел от детство на Елизабет I. Според минисериала двамата са имали платоническа, но и много романтична, любовна афера по време на управлението на Елизабет I над Англия през 16-и век. Харди участва във филмовата адаптация на телевизия BBC Four на научнофантастичния сериал от 60-те години на 20-и век A for Andromeda.
През 2007 г. той участва в драмата по действителен случай на BBC Two Stuart: A Life Backwards. Харди влиза в главната роля на Стюарт Шортър – бездомен мъж, подложен на години насилие и чиято смърт най-вероятно е причинена от самоубийство. През февруари 2008 г. той се превъплъщава в ролята на наркозависим изнасилвач в британския ужас „Убиец по рождение“. През септември 2008 г. Харди играе в Лондонския гангстерски филм на Гай Ричи „Рокенрола“. Той влиза в ролята на гей гангстера Красивия Боб. Макар да се говори, че ще има продължение на „Рокенрола“, озаглавено The Real RocknRolla, в което Харди ще се върне към образа на Красивия Боб, все още не е сложено начало на такъв проект. В началото на 2009 г. Харди играе главната роля във филма „Бронсън“, разказващ за реалния живот на английския затворник Чарлс Бронсън, който е прекарал по-голямата част от живота си в строг тъмничен затвор. За филма Харди напълнява с 19 килограма.
 През юни 2009 г. Харди участва в ТВ драмата, написана в четири части от Мартина Коул, The Take на телевизия Sky One, превъплъщавайки се в образа на гангстер, занимаващ се с наркотици и алкохол. Ролята му спечелва номинация за най-добър актьор на наградите Crime Thriller Awards през 2009 г. През август 2009 г. Харди играе в „Брулени хълмове“ на ITV, изпълнявайки ролята на Хийтклиф, класически любовен герой, който се влюбва в приятелката си от детството Кати.
В началото на 2010 г. Харди участва в The Long Red Road в театър Goodman Theatre, Чикаго. Сценарист на пиесата е Брет Леонард, а неин режисьор – Филип Хофман. Харди получава добри отзиви за изпълнението си на Сам – алкохолик, който се опитва да удави миналото си. През 2010 г. той влиза в образа на Иймс в научнофантастичния трилър „Генезис“ на Кристофър Нолан. За тази роля Харди печели БАФТА за изгряваща звезда. През юни 2010 г. в шоуто Friday Night with Jonathan Ross Харди обявява, че ще играе главната роля в нова версия на „Лудия Макс“. Харди заменя Майкъл Фасбендър в адаптацията от 2011 г. на „Дама, поп, асо, шпионин“, пусната на 5 септември 2011 г. на 68-ото издание на Mostra Internazionale d'Arte Cinematografica във Венеция.
Харди се превъплъщава в образа на Томи Риърдън във филма „Бойна кръв“, който бива трениран от баща си да се бие в турнири по смесени бойни изкуства срещу брат си, за което филмът получава одобрението на критиците. Премиерата му е на 9 септември 2011 г. от Лайънсгейт. Харди участва и в „Шпионски свалки“, романтична комедия от 2012 г. Той влиза в ролята на злодея Бейн в „Черният рицар: Възраждане“, последния филм от трилогията за Батман на Кристофър Нолан, излязъл на 20 юли 2012 г. Харди играе контрабандист в „Беззаконие“ (2012) на Джон Хилкоут. През януари 2012 г. той заявява, че е започнал да гледа гангстерски филми като подготовка за ролята му на Ал Капоне в трилогията Cicero на Дейвид Йейтс, чиито снимки се очакват да започнат през 2013 г. През месец март 2010 г. Харди подписва с Уорнър Брос. Харди е записан да играе главната роля на Сам Фишър в предстоящата филмова адаптация на Ubisoft на играта им Tom Clancy's Splinter Cell. Появява се и в музикалното видео на Riz Mc към песента Sour Times.
Харди изпълнява главната роля, тази на Макс Рокатански, в постапокалиптичния филм „Лудия Макс: Пътят на яростта“ (2015). Филмът става боксофис хит, като към юли 2015 спечелва 366 милиона щатски долара при бюджет от 150 милиона. През 2015 г. Харди участва в сериала на BBC One „Табу“, чието действие се развива в Англия през 19-и век. В лентата Харди е авантюрист, който търси справедливост след смъртта на баща си. Сериалът ще започне излъчването си през 2016 г.

## Личен живот
Харди се жени за Сара Уорд през 1999 г., но двамата се развеждат през 2004 г. Води борба срещу зависимостта си от алкохола и крека през 20-те си години. Влиза в клиника и от 2003 година е чист. През 2010 г. в списание „Нау“ Харди казва: „Забавлявал съм се с всичко и всеки. Но мъжете не ме привличат сексуално и сложих край на експериментите“. Харди има син от бившата си приятелка Рейчъл Спийд, Луис Томас (роден през 2008 г.). През 2008 г. Харди се запознава с актрисата Шарлът Райли, докато двамата работят върху The Take и „Брулени хълмове“. Двамата започват да излизат и през 2010 г. Харди прави предложение за брак на Райли.
Харди е обявен от списание GQ за един от 50-те най-добре облечени британци за 2015 г.
Той твърди, че Гари Олдман е неговият „абсолютен герой“ и че е „най-великият актьор, живял някога“.

## Филмография

### Кино
| Година | Филм                                       | Оригинално заглавие                            | Роля                            | Бележки |  |
| 2001   | Блек Хоук                                  | Black Hawk Down                                | специалист Ланс Туомбли         | |  |
| 2002   | Стар Трек X: Възмездието                   | Star Trek: Nemesis                             | Шинзон                          | Номиниран – награда „Сатурн“ за най-добър актьор в поддържаща роля |  |
| 2002   | —                                          | Deserter                                       | Дюпон                           | |  |
| 2003   | —                                          | The Reckoning                                  | Строу                           | |  |
| 2003   | Магия, наречена „любов“                    | dot the i                                      | Том                             | |  |
| 2003   | СД 50: Смъртоносна доза                    | LD 50 Lethal Dose                              | Мат                             | |  |
| 2004   | —                                          | EMR                                            | Хенри                           | |  |
| 2004   | Лейър Кейк                                 | Layer Cake                                     | Кларки                          | |  |
| 2005   | —                                          | Batter Up                                      |                                 | Късометражен филм |  |
| 2006   | —                                          | A for Andromed                                 | Джон Флеминг                    | |  |
| 2006   | Минотавър                                  | Minotaur                                       | Тео                             | |  |
| 2006   | Мария Антоанета                            | Marie Antoinette                               | Рамон                           | |  |
| 2006   | Секс закачки                               | Scenes of a Sexual Nature                      | Ноел                            | |  |
| 2007   | Суини Тод: Бръснарят демон от Флийт Стрийт | Sweeney Todd: The Demon Barber of Fleet Street | Матю                            | |  |
| 2007   | Потоп                                      | Flood                                          | Зак                             | |  |
| 2007   | Убиец по рождение                          | WΔZ                                            | Пиер Джаксън                    | |  |
| 2007   | —                                          | Stuart: A Life Backwards                       | Стюарт Шортър                   | Номиниран – British Academy Television Award за най-добър актьор |  |
| 2007   | Наследството                               | The Inheritance                                | Татко                           | Късометражен филм |  |
| 2008   | —                                          | Sucker Punch                                   | Родърс                          | |  |
| 2008   | Рокенрола                                  | RocknRolla                                     | Красивият Боб                   | |  |
| 2008   | Бронсън                                    | Bronson                                        | Чарлс Бронсън / Майкъл Питърсън | British Independent Film Awards за най-добър актьор Номиниран – London Film Critics Circle Award за британски актьор на годината |  |
| 2009   | Мислете като крадци / Кодът                | Thick as Thieves                               | детектив Майкълс                | |  |
| 2010   | Генезис                                    | Inception                                      | Иймс                            | Награда БАФТА за изгряваща звезда Scream Award за най-добър пробиващ актьор Номиниран – Central Ohio Film Critics Association Award за най-добро цялостно впечатление Номиниран – London Film Critics Circle Award за най-добър британски актьор в поддържаща роля Номиниран – MTV Movie Award за най-добър филмов цитат Номиниран – награда „Изборът на публиката“ за любим тим от екрана Номиниран – Phoenix Film Critics Society Award за най-добро цялостно впечатление Номиниран – „Сатурн“ за най-добър актьор в поддържаща роля Номиниран – Washington D.C. Area Film Critics Association Award за най-добро цялостно впечатление |  |
| 2011   | —                                          | Sergeant Slaughter, My Big Brother             | Дан                             | Късометражен филм |  |
| 2011   | Дама, поп, асо, шпионин                    | Tinker Tailor Soldier Spy                      | Рики Тар                        | Central Ohio Film Critics Association Award за най-добър актьорски състав Georgia Film Critics Association Award за най-добър актьорски състав YouMovie Award за най-добър актьорски състав Номиниран – British Independent Film Award за най-добър актьор в поддържаща роля Номиниран – Women Film Critics Circle за най-добър актьор |  |
| 2011   | Бойна кръв                                 | Warrior                                        | Томи Риърдън / Конлън           | Nevada Film Critics Society Award за най-добър актьор Номиниран – MTV Movie Award за най-добра битка (с Джоел Едгертън) Номиниран – Satellite Award за най-добър актьор в драма филм Номиниран – Women Film Critics Circle за най-добър актьор Номиниран – Teen Choice Award за най-добър актьор – екшън |  |
| 2012   | Шпионски свалки                            | This Means War                                 | Тък Хансен                      | |  |
| 2012   | Черният рицар: Възраждане                  | The Dark Knight Rises                          | Бейн                            | Номиниран – Teen Choice Award за най-голям филмов злодей Номиниран – MTV Movie Award за най-голям злодей Номиниран – MTV Movie Award за най-добра битка (с Крисчън Бейл) |  |
| 2012   | Беззаконие                                 | Lawless                                        | Форест Бондурант                | |  |
| 2013   | Лок                                        | Locke                                          | Иван Лок                        | |  |
| 2014   | Мръсни пари                                | The Drop                                       | Боб Сагиновски                  | |  |
| 2015   | Дете 44                                    | Child 44                                       | Лев Демидов                     | |  |
| 2015   | Лудия Макс: Пътят на яростта               | Mad Max: Fury Road                             | Макс Рокатански                 | |  |
| 2015   | —                                          | London Road                                    | Таксиметров шофьор Марк         | |  |
| 2015   | Легенда                                    | Legend                                         | Роналд Крей / Реджиналд Крей    | |  |
| 2015   | Завръщането                                | The Revenant                                   | Джон Фицджералд                 | |  |
| 2017   | Дюнкерк                                    | Dunkirk                                        | Фариер                          | |  |
| 2018   | Венъм                                      | Venum                                          | Венъм/Еди Брок                  | |  |

### Телевизия
| Година | Филм                | Оригинално заглавие       | Роля                                   | Бележки            |
| ------ | ------------------- | ------------------------- | -------------------------------------- | ------------------ |
| 2001   | Братя по оръжие     | Band of Brothers          | редник Джон Яновеч                     | 3 епизода          |
| 2005   | Колдиц              | Colditz                   | офицер Джак Роуз                       | 2 епизода          |
| 2005   | —                   | Gideon's Daughter         | Андрю                                  |                    |
| 2005   | Непорочната кралица | The Virgin Queen          | Робърт Дъдли                           | 3 епизода          |
| 2007   | —                   | Cape Wrath                | Джак Донъли                            | 5 епизода          |
| 2007   | Оливър Туист        | Oliver Twist              | Бил Сайкс                              | 5 епизода          |
| 2008   | Брулени хълмове     | Wuthering Heights         | Хийтклиф                               | 2 епизода          |
| 2009   | —                   | The Take                  | Фреди                                  | 4 епизода          |
| 2013   | —                   | The Aquabats! Super Show! | озвучава Silver skull (Сребърен череп) | епизодът Anti-bats |
| 2014   | —                   | Peaky Blinders            | Алфи Соломонс                          | 7 епизода          |
| 2017   | Табу                | Taboo                     | Джеймс Кезайя Дилени                   | 8 епизода          |

### Театър
| Година | Оригинално заглавие         | Роля     | Място               |
| ------ | --------------------------- | -------- | ------------------- |
| 2003   | In Arabia We'd All Be Kings | Сканк    | Hampstead Theatre   |
| 2003   | Blood                       | Лука     | Royal Court Theatre |
| 2007   | The Man of Mode             | Доримант | National Theatre    |
| 2010   | The Long Red Road           | Сами     | Goodman Theatre     |

## Награди и номинации
| Година | Филм                      | Оригинално заглавие         | Награда                                                                               | Резултат  |
| ------ | ------------------------- | --------------------------- | ------------------------------------------------------------------------------------- | --------- |
| 2002   | Стар Трек X: Възмездието  | Star Trek Nemesis           | Награда „Сатурн“ за най-добър актьор в поддържаща роля                                | Номиниран |
| 2003   | —                         | In Arabia We'd All Be Kings | Evening Standard Theatre Award                                                        | Награден  |
| 2007   | —                         | Stuart: A Life Backwards    | British Academy Television Award за най-добър актьор                                  | Номиниран |
| 2008   | Бронсън                   | Bronson                     | British Independent Film Award за най-добър актьор                                    | Награден  |
| 2008   | Бронсън                   | Bronson                     | London Film Critics Circle Award за британски актьор на годината                      | Номиниран |
| 2009   | —                         | The Take                    | Crime Thriller Awards за най-добър актьор                                             | Номиниран |
| 2010   | —                         | The Take                    | RTS Television Award за най-добър актьор                                              | Номиниран |
| 2011   | Генезис                   | Inception                   | БАФТА награда за изгряваща звезда                                                     | Награден  |
| 2011   | Генезис                   | Inception                   | Scream Award за най-добър пробиващ актьор                                             | Награден  |
| 2011   | Генезис                   | Inception                   | Central Ohio Film Critics Association Award за най-добро цялостно впечатление         | Номиниран |
| 2011   | Генезис                   | Inception                   | London Film Critics Circle Award за най-добър британски актьор в поддържаща роля      | Номиниран |
| 2011   | Генезис                   | Inception                   | MTV Movie Award за най-добър филмов цитат                                             | Номиниран |
| 2011   | Генезис                   | Inception                   | Награда „Изборът на публиката“ за любим тим от екрана                                 | Номиниран |
| 2011   | Генезис                   | Inception                   | Phoenix Film Critics Society Award за най-добро цялостно впечатление                  | Номиниран |
| 2011   | Генезис                   | Inception                   | Награда „Сатурн“ за най-добър актьор в поддържаща роля                                | Номиниран |
| 2011   | Генезис                   | Inception                   | Washington D.C. Area Film Critics Association Award за най-добро цялостно впечатление | Номиниран |
| 2012   | Бойна кръв                | Warrior                     | Nevada Film Critics Society Award за най-добър актьор                                 | Награден  |
| 2012   | Бойна кръв                | Warrior                     | MTV Movie Award за най-добра битка (с Джоел Едгертън)                                 | Номиниран |
| 2012   | Бойна кръв                | Warrior                     | Satellite Award за най-добър актьор в драма филм                                      | Номиниран |
| 2012   | Бойна кръв                | Warrior                     | Women Film Critics Circle за най-добър актьор                                         | Номиниран |
| 2012   | Бойна кръв                | Warrior                     | Teen Choice Award за най-добър актьор – екшън                                         | Номиниран |
| 2012   | Дама, поп, асо, шпионин   | Tinker Tailor Soldier Spy   | Central Ohio Film Critics Association Award за най-добър актьорски състав             | Награден  |
| 2012   | Дама, поп, асо, шпионин   | Tinker Tailor Soldier Spy   | Georgia Film Critics Association Award за най-добър актьорски състав                  | Награден  |
| 2012   | Дама, поп, асо, шпионин   | Tinker Tailor Soldier Spy   | YouMovie Award за най-добър актьорски състав                                          | Награден  |
| 2012   | Дама, поп, асо, шпионин   | Tinker Tailor Soldier Spy   | British Independent Film Award за най-добър актьор в поддържаща роля                  | Номиниран |
| 2012   | Дама, поп, асо, шпионин   | Tinker Tailor Soldier Spy   | Women Film Critics Circle за най-добър актьор                                         | Номиниран |
| 2012   | Черният рицар: Възраждане | The Dark Knight Rises       | Teen Choice Award за най-голям филмов злодей                                          | Номиниран |
| 2013   | Черният рицар: Възраждане | The Dark Knight Rises       | MTV Movie Award за най-голям злодей                                                   | Номиниран |
| 2013   | Черният рицар: Възраждане | The Dark Knight Rises       | MTV Movie Award за най-добра битка (с Крисчън Бейл)                                   | Номиниран |
| 2013   | —                         | Locke                       | British Independent Film Award за най-добър актьор                                    | Номиниран |
| 2014   | —                         | Locke                       | Los Angeles Film Critics Association Award за най-добър актьор                        | Награден  |
| 2014   | —                         | Locke                       | European Film Award за най-добър актьор                                               | Номиниран |
| 2015   | —                         | Locke and The Drop          | London Film Critics' Circle Award за британски актьор на годината                     | Номиниран |